# Carmen Nebel
Carmen Nebel (* 24. Juli 1956 in Grimma) ist eine deutsche Fernsehmoderatorin.

## Leben
Bevor Carmen Nebel seit Mitte der 1970er Jahre in Ost-Berlin lebte, hatte sie die Erweiterte Oberschule in Grimma besucht. Von 1975 bis 1979 studierte sie an der Humboldt-Universität zu Berlin Pädagogik, Germanistik und Anglistik und arbeitete anschließend als Deutsch- und Englischlehrerin.
Nebel ist die Mutter des aus einer früheren Beziehung stammenden Berliner PR-Managers Gregor Nebel (* 1985). Ab 2001 mit dem Hamburger Fotografen Klaas Bauer liiert, trennte sie sich von diesem im Januar 2011. Seitdem lebte sie zusammen mit Norbert Endlich (dem Vater von Ella Endlich) in Berlin. Das Paar kannte sich bereits von gemeinsamen Fernsehauftritten ab 1985 und war damals bereits für einige Monate liiert, bevor Endlich nach einem Konzert 1987 in Westdeutschland nicht in die DDR zurückkehrte. Die Hochzeit fand im Dezember 2021 statt.

## Werdegang
Nachdem Carmen Nebel 1979 bei einem Talentwettbewerb entdeckt worden war, startete sie im selben Jahr auch ihre Fernsehkarriere, zunächst freiberuflich als Programmansagerin beim Fernsehen der DDR. 1984 gab sie die Lehrtätigkeit auf und widmete sich verstärkt der Fernsehunterhaltung. Ab 1986 moderierte sie verschiedene Fernsehshows, 1989 ihre erste eigene Showreihe Sprungbrett, für die sie im selben Jahr zum Fernsehliebling der DDR gewählt wurde.
Nach der deutschen Wiedervereinigung und der Auflösung des DFF wurde Nebel als Moderatorin von Musiksendungen für Das Erste, den MDR und den NDR bekannt. Am 30. März 1992 moderierte sie die Deutsche Vorentscheidung zum Eurovision Song Contest 1992 Ein Lied für Malmö in der Stadthalle Magdeburg. Am 15. Mai 1993 war sie die Jury-Sprecherin der deutschen Jury beim 38. Eurovision Song Contest 1993 in Millstreet (Irland). Vom 2. Juni 1994 bis zum 25. Dezember 2003 hatte sie insgesamt 46 Sendungen der ARD-Samstagabendshow Die Feste der Volksmusik präsentiert, bevor diese – nach ihrem 2004 erfolgten Wechsel zum ZDF – von Florian Silbereisen übernommen wurde.
Von 1998 bis 2003 moderierte sie die Sendung Krone der Volksmusik. 
Carmen Nebel betrieb von 2003 bis 2023 die TeeVee Produktions GmbH mit Sitz in Berlin, die auch ihre ZDF-Sendung Willkommen bei Carmen Nebel produzierte. Ihre Fernsehproduktionen wurden ergänzt mit Tourneen in den Bundesländern, auf denen bekannte Schlagerstars und Musiker sowie begabte Nachwuchskünstler mitwirkten. 2004 erschien ein Band gesammelter Kolumnen aus der Zeitschrift Frau im Spiegel unter dem Titel Ich wünsche Ihnen eine schöne Woche.
Für den Mainzer Sender moderierte sie erstmals von 2004 bis 2021 in insgesamt 83 Folgen die Samstagabendshow Willkommen bei Carmen Nebel, außerdem von 2006 bis 2024 Die schönsten Weihnachts-Hits zugunsten der Hilfswerke Misereor und Brot für die Welt. Von 2004 bis 2011 war sie Moderatorin von Alle Jahre wieder – Weihnachten mit dem Bundespräsidenten. Die Nachfolgesendung, die von 2012 bis 2017 und von 2019 bis 2023 ausgestrahlt wurde, hieß Heiligabend mit Carmen Nebel.

## Soziales Engagement
Carmen Nebel ist Botschafterin des Deutschen Roten Kreuzes und war im Jahr 2002 als „Bootschafterin“ der Deutschen Gesellschaft zur Rettung Schiffbrüchiger (DGzRS) aktiv.
Am 2. November 2008 führte sie in Ludwigshafen am Rhein erstmals durch die ZDF-Spendengala Hand in Hand, in der Prominente für die Arbeit der Deutschen Krebshilfe sammeln. Nebel folgt damit Dieter Thomas Heck, der seit 1994 mit Melodien für Millionen 50 Millionen Euro sammelte. Im Jahr 2009 wurde erstmals Willkommen bei Carmen Nebel zugunsten der Deutschen Krebshilfe ausgestrahlt und seit März 2010 ist Carmen Nebel offiziell Botschafterin der Deutschen Krebshilfe. Bis 2020 konnten im Rahmen der jährlichen ZDF-Spendengala der Moderatorin über 35 Millionen Euro für die Arbeit der Deutschen Krebshilfe gesammelt werden. Allerdings werde der Erlös nicht komplett für den guten Zweck verwendet, da das ZDF die Deutsche Krebshilfe 600.000 Euro für die Ausrichtung der Sendung bezahlen lasse, wie der Spiegel im Jahr 2016 berichtete. Seit 2021 führt Johannes B. Kerner die Charity-Show als Der Quiz-Champion – Das Spenden-Special weiter.
Im Jahr 2011 übergab Carmen Nebel als Botschafterin der Deutschen Krebshilfe den Hauptpreis des Wettbewerbs Be Smart Don’t Start an die Heinrich-Mann-Schule Berlin-Neukölln. Beim Festakt im Roten Rathaus lobte sie die jugendlichen Teilnehmer des 14. Anti-Rauchen-Wettbewerbs, sie hätten gezeigt, „wie man schon frühzeitig Verantwortung für die eigene Gesundheit übernehmen kann“.

## Bibliografie
- Ich wünsche Ihnen eine schöne Woche. Knaur, München 2004, ISBN 3-426-66165-9.
- Das hab ich mir gedacht. Herder, Freiburg 2012, ISBN 978-3-451-30591-7.

## Auszeichnungen
- 1989: Fernsehliebling der DDR für Sprungbrett-Moderation[13]
- 1991: Goldener Nürnberger Trichter der Nürnberger Trichter Karnevalsgesellschaft e. V. 1909
- 1996, 1998, 2002: Goldene Henne als beliebteste Moderatorin im deutschen Fernsehen (vom Publikum gewählt)
- 2006: Goldene Kamera für Willkommen bei Carmen Nebel in der Kategorie Beste Fernsehunterhaltung
- 2009: Bundesverdienstkreuz am Bande für sozial-karitatives Engagement
- 2010: Botschafterin der Deutschen Krebshilfe, ernannt durch den Präsidenten und Nobelpreisträger Harald zur Hausen.
- 2011: Carmen Nebel erhält den Leserpreis „Mein Star des Jahres“ in der Kategorie „Beste TV-Moderation“.
- 2011: Carmen Nebel erhält die „Goldene Erbse 2011“ für ihr soziales und karitatives Engagement
- 2012: Carmen Nebel erhält die Goldene Henne in der Kategorie „Charity“
- 2021: Smago! Award für „erfolgreichste TV-Moderatorin“ (Willkommen bei Carmen Nebel) [14]